# San Giovanni (Bellagio)
San Giovanni is een plaats (frazione) in de Italiaanse gemeente Bellagio.